# Josep Lladó i Quintana
Josep Lladó i Quintana   (Olost, 1880 - Ieras, 1963) va ser un obrer industrial, socialista i destacat dirigent local del moviment cooperatiu de consum a Manlleu. Va ser alcalde d'aquesta localitat durant la Guerra Civil espanyola.
Impulsor del cooperativisme de consum a Manlleu, va contribuir a convertir la Cooperativa Mútua de Pa i Queviures de Manlleu, entitat fundada el 1903 —que va presidir el 1928, en una de les principals cooperatives de consum catalanes. També va destacar en l'organització i difusió de federacions comarcals de cooperatives de consum, primer a la comarca d'Osona i més endavant a tot Catalunya. Va escriure articles d'opinió sobre temes cooperativistes a l'òrgan de la Federació Regional de Cooperatives de Catalunya, el setmanari Acción Cooperatista. Va participar en mítings i actes de propaganda a poblacions del Ripollès i Osona. Milità a la Federació Socialista Catalana i a la UGT i fou delegat de l'Agrupació Socialista de Manlleu en el II Congrés de la Federació, que se celebrà a Mataró el maig de 1913. Vinculat a la societat Obrera d'Art Fabril i Annexos de Manlleu l'any 1916 va ser elegit President. Posteriorment passà a militar a la Unió Socialista de Catalunya (USC). El 20 de juliol de 1930 participà en l'homenatge que la UGT i el socialisme de Catalunya tributà a Josep Comaposada. Homenatge que se celebrà a Sant Martí Sescorts (poblet del municipi de l'Esquirol).
L'any 1934, durant la Segona República Espanyola, va ser elegit regidor de l'Ajuntament de Manlleu pel Front d'Esquerres. Durant la Guerra Civil, en representació del Partit Socialista Unificat de Catalunya (PSUC), va ser elegit alcalde de Manlleu, entre el 20 d'octubre de 1937 i el 4 de febrer de 1939. Acabada la guerra va viure amagat en cases de familiars a Barcelona i després a Gavà. Entre el 1948 i el 1949 va marxar a l'exili a França, primer a Lió i després a Hyères, on va morir el 1963. Mai no va tornar a Manlleu però es va convertir en tot un referent a Manlleu per als cooperativistes i els vençuts pel franquisme.